# Dupont Circle

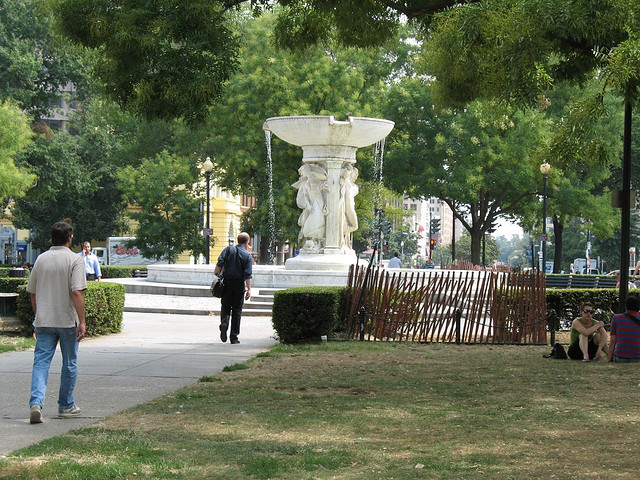
Dupont Circle

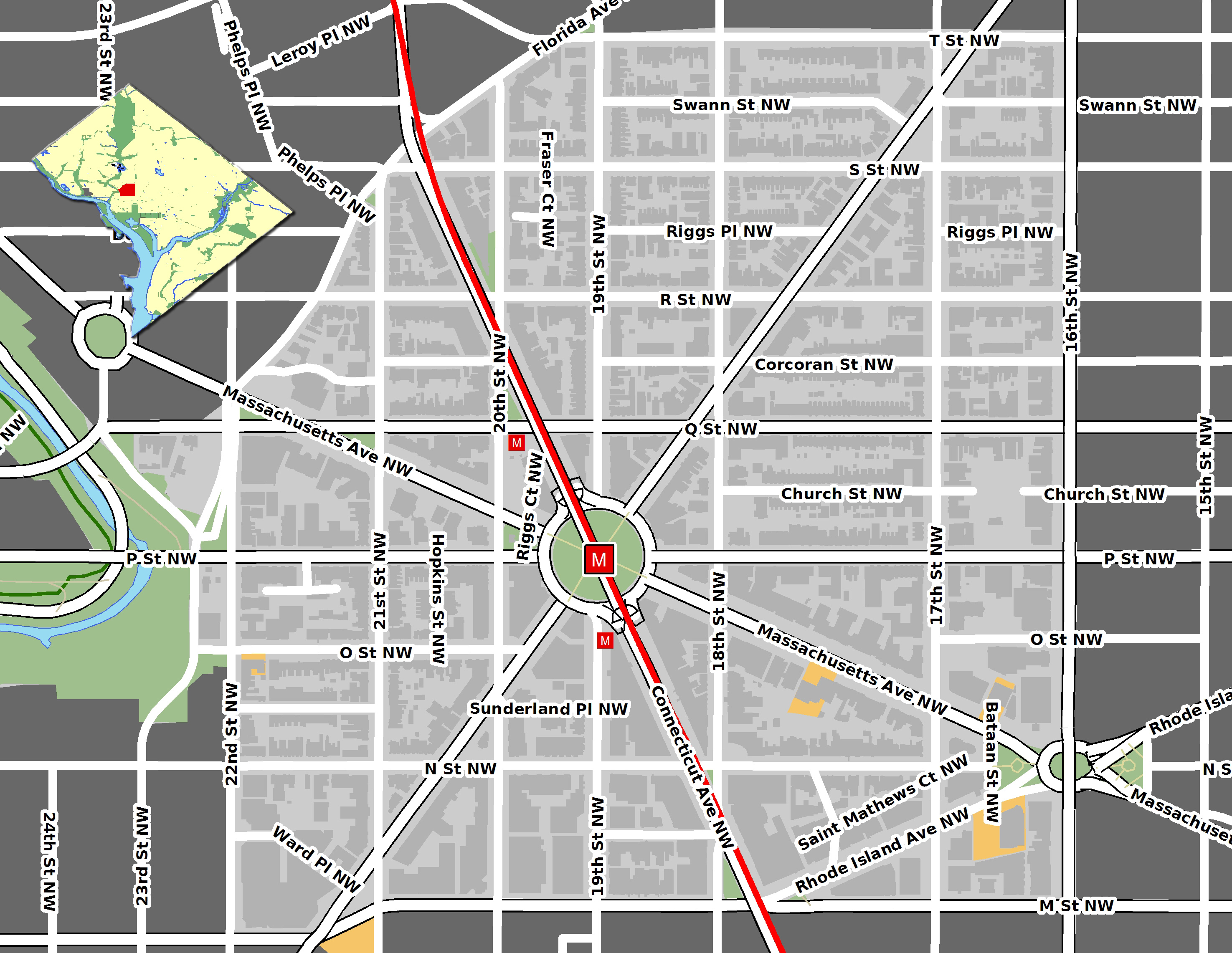
Karte des Viertels Dupont Circle

Der Dupont Circle ist ein Platz in der Innenstadt von Washington, D.C. Auch der Kreisverkehr um den Platz, das historische Stadtviertel, in dem er liegt, und eine dort gelegene Station der Washington Metro tragen den Namen Dupont Circle.
Der Platz liegt an der Kreuzung von Massachusetts Avenue NW, Connecticut Avenue NW, New Hampshire Avenue  NW, P Street NW und 19th Street NW. Das Stadtviertel Dupont Circle wird von der 15th Street NW im Osten, der 22nd Street NW im Westen, der M Street NW im Süden und der Florida Avenue NW im Süden begrenzt.
Benannt ist der Dupont Circle nach dem amerikanischen Marineoffizier Samuel Francis Du Pont. Der Marmorbrunnen in der Mitte des Platzes ist von Daniel Chester French, einem der bedeutendsten amerikanischen Bildhauer des 19. und 20. Jahrhunderts, der auch die berühmte Lincoln-Statue im Lincoln Memorial geschaffen hat.
Dupont Circle liegt zwar im historischen von Pierre Charles L’Enfant entworfenen Teil Washingtons, wurde aber erst in der Zeit kurz nach dem Amerikanischen Bürgerkrieg entwickelt. 1871 begann das Army Corps of Engineers mit dem  Bau eines Kreisverkehrs, der Pacific Circle genannt wurde, wie L’Enfant dies in seiner Stadtplanung vorgesehen hatte. Am 25. Februar 1882 änderte der Kongress den Namen des Platzes in Dupont Circle, um Samuel Francis Du Pont für seine Verdienste im Bürgerkrieg zu ehren.
In unmittelbarer Nähe des Platzes haben mehrere bekannte Denkfabriken und Forschungseinrichtungen, wie die Brookings Institution, das Carnegie Endowment for International Peace, der German Marshall Fund und die Paul H. Nitze School of Advanced International Studies (SAIS) der Johns Hopkins University ihren Sitz.  Auch die Phillips Collection, das erste Museum für moderne Kunst der USA, liegt in der Nähe des Platzes.